# Igel-Segge
Die Igel-Segge (Carex echinata), auch Stern-Segge genannt, ist eine Pflanzenart aus der Gattung der Seggen (Carex) innerhalb der Familie der Sauergrasgewächse (Cyperaceae).

## Beschreibung

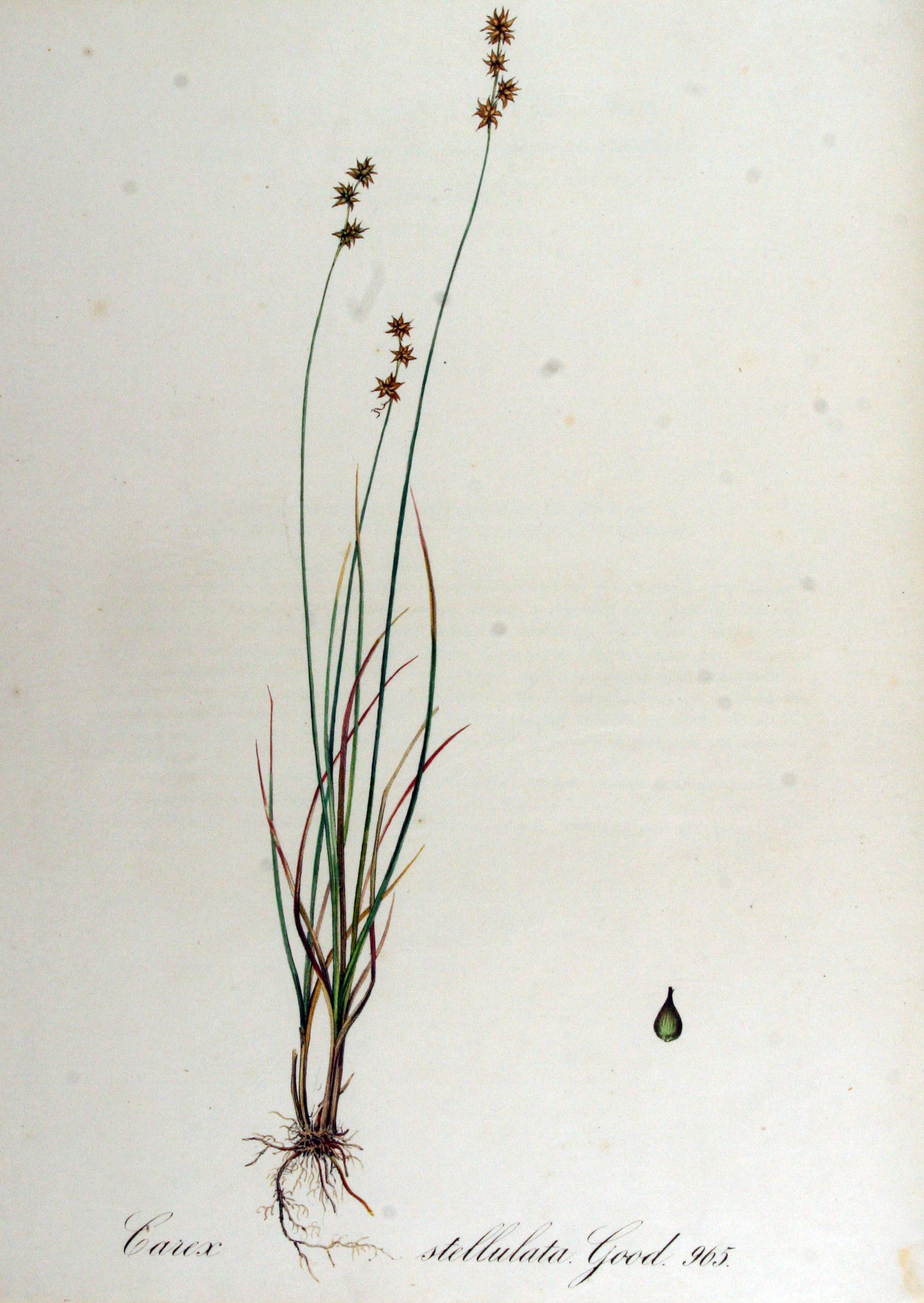
Illustration aus Flora Batava, Volume 13

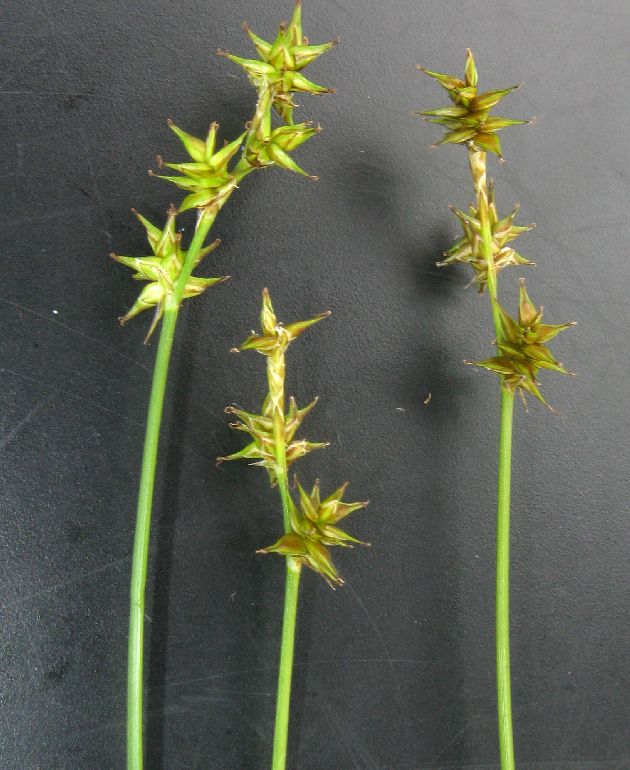
Fruchtstände

### Vegetative Merkmale
Die Igel-Segge ist eine ausdauernde krautige Pflanze, die Wuchshöhen von 5 bis 90 Zentimetern erreicht. Sie bildet dichte oder lockere Rasen. Der aufrechte oder gebogene Stängel ist stumpf dreikantig, ganz glatt oder unter dem Blütenstand rau. Er ist nur im untersten Teil beblättert. Die Laubblätter sind 1 bis 2,5 Millimeter breit und kürzer als der Stängel.

### Generative Merkmale
Die Blütezeit liegt zwischen Mai und Juni. Der Blütenstand ist 1,5 bis 3 Zentimeter lang und enthält drei bis fünf getrennt stehende Ährchen, die bis zu 7 Millimeter voneinander getrennt sind. Das Tragblatt der untersten Ährchens ist manchmal pfriemenförmig bis laubblattartig. Die sitzenden Ährchen sind kugelig oder eiförmig mit einem Durchmesser von 4 bis 7 Millimetern und tragen am Grund die männlichen, und oben fünf bis elf weibliche Blüten. Durch die sparrig abstehenden Schläuche, die 3 bis 4 Millimeter lang und damit länger als die Spelzen und nach oben rasch in einen zweizähnigen Schnabel verschmälert sind, sehen die Ährchen aus wie kleine Morgensterne. Die Spelzen sind 2 Millimeter lang und 1,5 Millimeter breit, braun, mit einem grünen Kiel und weißen Hauträndern. Die weiblichen Blüten besitzen zwei Narben.
Die Frucht ist gelbbraun bis braun und etwa 2 Millimeter lang und 1 Millimeter breit.
Die Chromosomenzahl beträgt 2n = 56 oder 58.

## Vorkommen
Das weite Verbreitungsgebiet von Carex echinata reicht von den Azoren, Marokko über Europa, dem Kaukasusraum bis Ostsibirien, China, Japan, Sumatra, Neuguinea, Australien, Neuseeland, Nord- und Zentralamerika. Die ostasiatischen und nordamerikanischen Populationen werden manchmal aber zu nahe verwandten Arten gerechnet. In Europa kommt sie in fast allen Ländern vor und fehlt nur in Nordmazedonien und in Bosnien-Herzegowina.
Die Igel-Segge besiedelt in Mitteleuropa nasse, kalkarme sandig-tonige Sumpfböden in Flachmooren, an Gräben und in nassen Binsenwiesen. Sie ist pflanzensoziologisch eine Charakterart des Verbands Caricion fuscae. Sie steigt in den Alpen bis in Höhenlagen von 2460 Metern auf. In den Allgäuer Alpen steigt sie am Haldenwanger Eck in Vorarlberg bis in eine Höhenlage von 1850 Meter auf.
Die ökologischen Zeigerwerte nach Landolt et al. 2010 sind in der Schweiz: Feuchtezahl F = 4+w+ (mass aber stark wechselnd), Lichtzahl L = 3 (halbschattig), Reaktionszahl R = 2 (sauer), Temperaturzahl T = 3 (montan), Nährstoffzahl N = 2 (nährstoffarm), Kontinentalitätszahl K = 2 (subozeanisch).

## Taxonomie und Systematik
Die Erstveröffentlichung von Carex echinata erfolgte 1770 durch Johan Andreas Murray in Prodromus designationis stirpium Gottingensium, S. 76. Ein Synonym für Carex echinata Murray ist Carex stellulata Good.
Je nach Autor gibt es etwa zwei Unterarten:
- Carex echinata Murray subsp. echinata: Sie kommt in der gemäßigten Gebieten der Nordhalbkugel, in Sumatra, Neuguinea, dem südöstlichen Australien und in Neuseeland vor.[7]
- Carex echinata subsp. phyllomanica (W.Boott) Reznicek: Sie kommt im nordwestlichen Nordamerika vom südlichen Alaska über British Columbia, Oregon sowie Washington bis ins nördliche Kalifornien vor.[7]